# Paião
Paião is een plaats (freguesia) in de Portugese gemeente Figueira da Foz en telt 2796 inwoners (2003).